# En håndfuld kærlighed
En håndfuld kærlighed er en svensk dramafilm fra 1974 skrevet og instrueret af Vilgot Sjöman. Filmen har blandt andre Anita Ekström, Gösta Bredefeldt, Ingrid Thulin og Ernst-Hugo Järegård i hovedrollerne.

## Handling
Året er 1909. Hjördis er en ung kvinde fra et arbejderhjem og kommer sammen med David, men han går mere op i politik og vil ikke gifte sig, da han anser ægteskabet for at være en borgerlig institution. Under sit arbejde som tjenestepige indleder hun et forhold til en velhavende mand.

## Medvirkende (i udvalg)
- Anita Ekström som Hjördis
- Gösta Bredefeldt som Daniel Severin Larsson
- Ingrid Thulin som Inez Crona
- Ernst-Hugo Järegård som Claes Crona
- Frej Lindqvist som Fritz Fredrik Crona
- Sif Ruud som Thekla Rehnholm
- Per Myrberg som Sebastian Rehnholm
- Evabritt Strandberg som Thérèse Lundström
- Leif Ahrle som Thérèses forlovede
- Claire Wikholm som Zaida
- Ernst Günther som Theodor Litz
- Harald Hamrell som Linus
- Rolf Skoglund som Sigfrid
- Bellan Roos som farmor
- Jan Erik Lindqvist som Ivan Persson
- Georg Rydeberg som Apelberg
- Ulf Johanson som teknisk direktør på gasværket
- Pierre Lindstedt som Nicklasson
- John Harryson som bud
- Marie Ekkore som syngende pige

## Udmærkelser
Ved Guldbagge-prisuddelingen i 1974 vandt filmen to priser for henholdsvis bedste film og bedste instruktør for Sjöman.